# Беклемишевская башня
Беклеми́шевская башня (также Москворецкая, ранее также Сви́блова/Сви́рлова) — башня стены Московского Кремля. Расположена в юго-восточном углу кремлёвского треугольника, между Константино-Еленинской и Петровской башнями. Была построена в 1488 году итальянским архитектором Марком Фрязином.
Название происходит от имени боярина Ивана Берсень-Беклемишева (казнён в 1525 году), чей двор в конце XV века находился внутри Кремля и примыкал к новой башне. После постройки водоподъёмного механизма в 1633 году в Свибловой башне (и переименования её в Водовзводную) Беклемишевская примерно с середины XVII века стала называться Свибловой (Свирлова — в Описи ветхостей Кремля 1667 года). Позже появилось название Москворецкая из-за близости к Большому Москворецкому мосту.

## Описание
Башня круглой формы имеет четыре яруса. Три — круглых сводчатых помещений, а на верхнем расположены боевая площадка и сохранившиеся машикули, через которые стреляли по атакующим в случае осады. В цилиндре прорезаны узкие, редко расставленные окна. Парапет боевой площадки украшен поясом из ширинок. Башню венчает восьмерик с двумя рядами слуховых окон и высоким узким шатром, на вершине которого размещён декоративный позолоченный флажок. Цоколь выполнен из белого камня и украшен полукруглым валиком. Проход у зубцов стены ведёт на второй этаж, крутая и узкая лестница — на следующий ярус башни и на более возвышенную часть восточной стены Кремля. Нижняя часть с кладкой XV века 
на ней образовались выбоины

Историк С. П. Бартенев писал:
Самая изящная по пропорциям. Своей красотой в общем впечатлении Кремля, в симфонии его архитектурных форм Беклемишева башня даёт чарующее созвучие.

## История

### Строительство

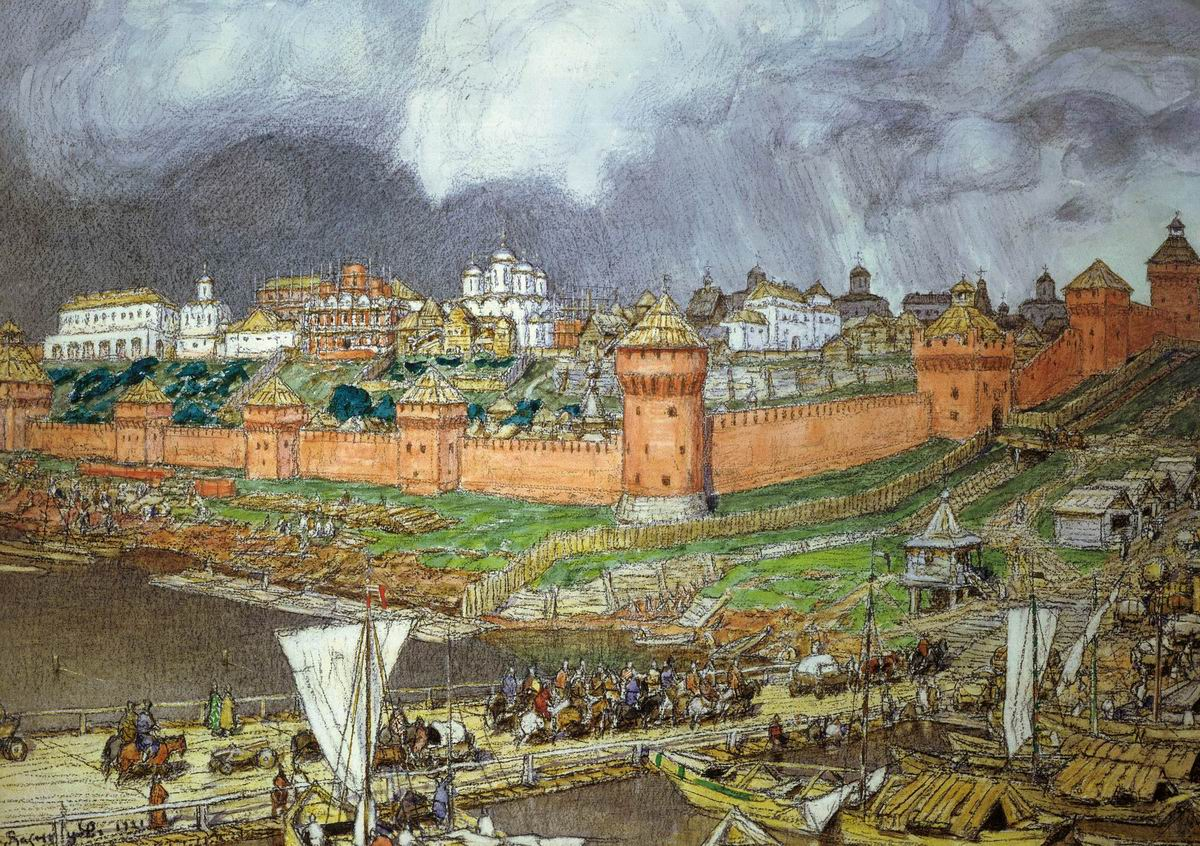
Наплавной мост через Москву-реку при Иване III, А. М. Васнецов. 1921 год

В 1467 году при Иване III было решено построить новый оборонительный комплекс на месте Белокаменного Кремля Дмитрия Донского. Строительство начали с южной стороны, выходящей на Москву-реку. В марте 1487 года итальянский архитектор Марк Фрязин спроектировал вторую из угловых башен южной стены Кремля — Беклемишевскую. Существует предположение, что достраивал её Пьетро Антонио Солари, построивший шесть других башен. Башню возвели рядом с устьем реки Неглинной, на том же месте, где ранее стояла угловая башня времён князя Дмитрия Донского. Строительство закончили в 1488 году.
Башню построили круглой из-за возможной двухсторонней атаки. Она усиливала оборону южной стены и прикрывала подступы к восточной стене и Фроловским (Спасским) воротам, защищала брод и переправу через Москву-реку. Для усиления фланкирующего боя почти весь периметр круглого основания башни был вынесен за стены. Этот угол Кремля считался настолько подверженным опасности, что расстояние между Петровской и Москворецкой башнями было меньше, чем между другими.
Верхняя её часть была шире нижней и имела бойницы навесного боя, называвшиеся машикулями. Через них можно было стрелять по врагу, прорывавшемуся к подножию башен. Кроме приспособлений для ведения верхнего, среднего и подошвенного боя Марко Фрязин снабдил Беклемишевскую башню подземными акустическими камерами, в которых прослушивали, не ведёт ли противник подкоп. Историк Игнатий Стеллецкий полагал, что кроме колодца и слуховой галереи в ней существовал ещё и тайный подземный ход, ведущий к Москве-реке. Как и стены Кремля, башня завершалась деревянной скатной крышей.
По словам архитектора-реставратора Алексея Воробьёва, первоначально башню возвели на десять метров ниже. Надстроили её, когда к ней подошла восточная стена. Об этом говорит след старой кладки на теле башни.

### XVI век
Башню использовали не только для обороны, но и как тюрьму. В XV веке здесь находился в заточении венецианский посол, который намеревался без разрешения проехать через Москву к золотоордынскому хану. В башне также допрашивали государственных преступников и мятежных бояр. Самого боярина Беклемишева князь Василий III держал в башне за «высокоумие».

После казни боярина Беклемишева в 1525 году башню и его подворье превратили в государеву тюрьму. Её продолжали использовать как место пыток и заключения узников. В 1537-м в тюрьму посадили жену князя Андрея Старицкого с её малолетним сыном Владимиром. Бояр князя арестовали и тоже заключили «в наугольной Беклемишевской стрельнице». По свидетельству историков, трупы людей, подвергшихся пыткам, лежали у рва, между Неглинкой и Москвой-рекой.
В 1538 году к угловым башням Кремля пристроили Китайгородскую стену для обороны от крымско-ногайских набегов.

### XVII—XVIII века

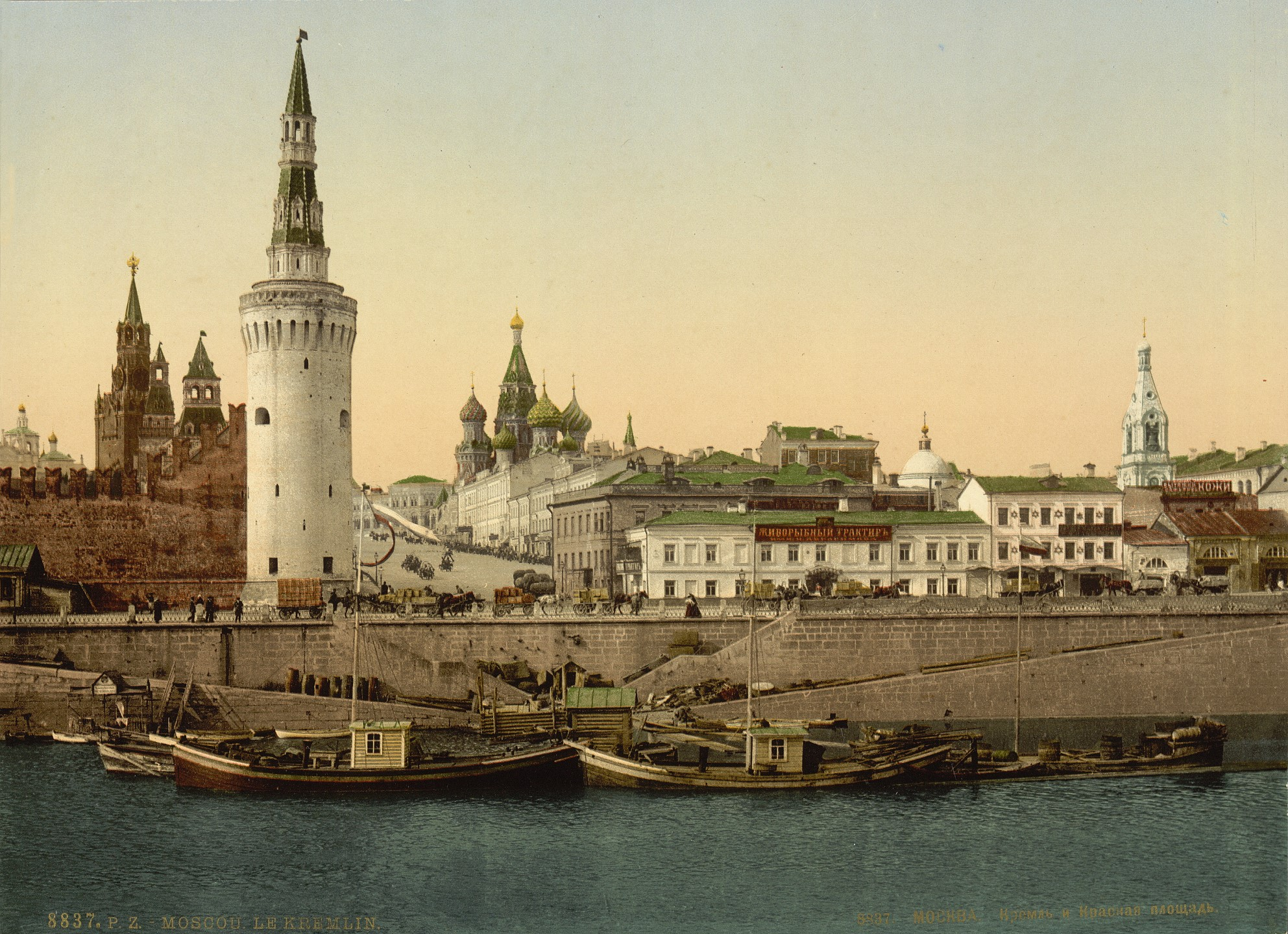
Беклемишевская башня в 1896 году. Фотохром Петра Павлова

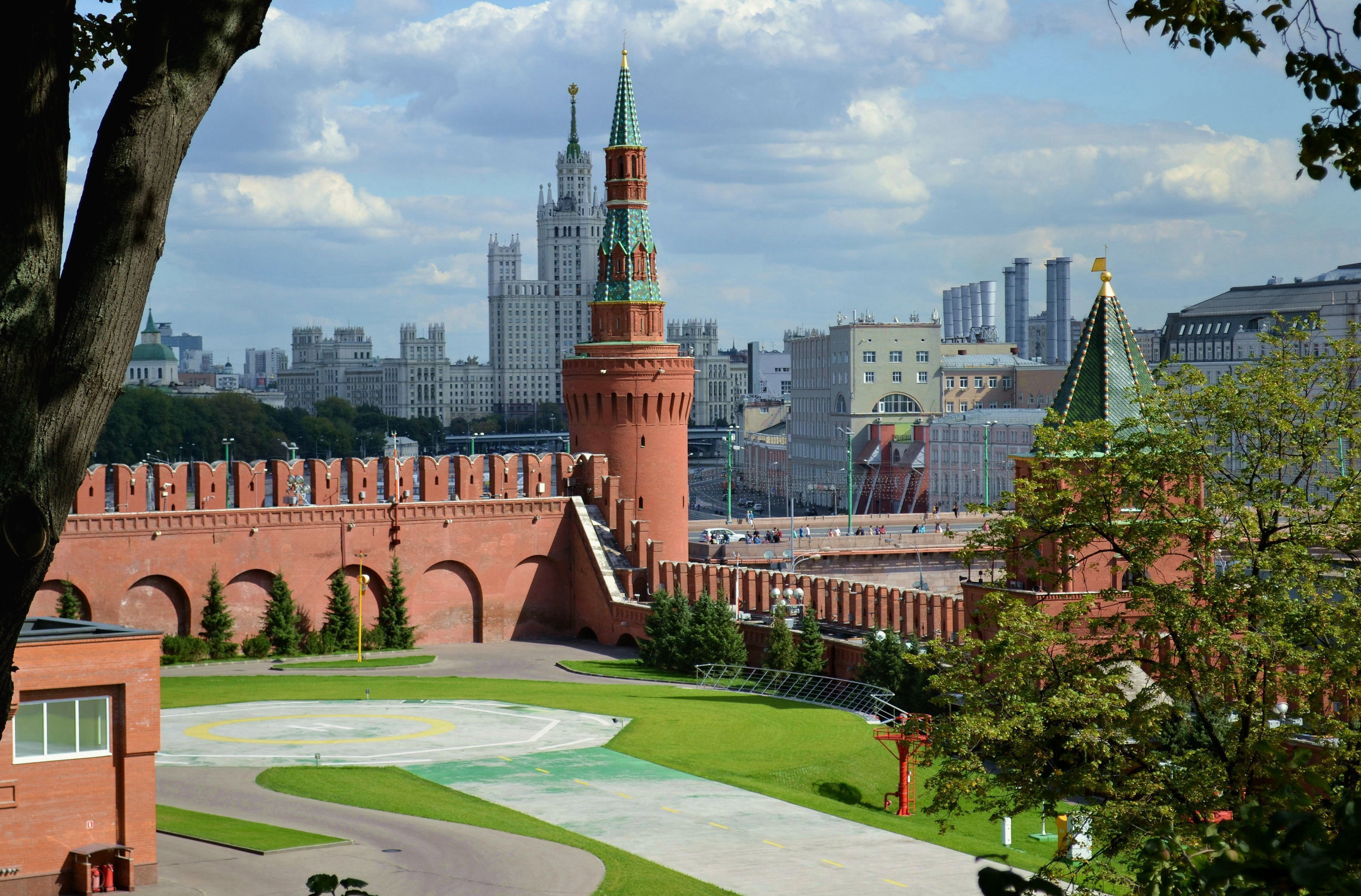
Беклемишевская башня, 2014

Беклемишевская башня — единственная башня Кремля, которая не подвергалась капитальному ремонту. В описи 1646 года не значится повреждений, а в аналогичных документах 1667 года прописано только обветшание деревянных частей: «Круглая глухая башня Свирлова, наугольная. На ней свод верх каменной; зубцы целы; кровли в четырех местах оборвано ветром. С верхнего своду на середний свод сход лестница круглая, каменная, а на лестнице многое кирпичье вывалилось. С среднего свода третей сход лестница деревянная и мост крепок; четвертой мост, что ходят со кресты, с Китай-города, деревянными перилами в башню, и в башню мост деревянный сгнил. Чтоб мост намостить новый: по тому что тем мостом бывают ходы со кресты и государское пришествие. А кровля на той башне цела.»
В 1680 году над основным цилиндром Беклемишевской башни был надстроен восьмерик без внутренних перекрытий с узким высоким шатром, с позолоченным флюгером и двумя рядами слуховых окон. Перестройка башни должна была показать рост могущества Русского государства и украсить Москву. Благодаря шатровому завершению башня приобрела стройные архитектурные формы и утратила свою крепостную суровость. Черепичные шатры с дозорными вышками давали хороший обзор окрестностей и возможность своевременно предупреждать о пожарах, характерных для ещё деревянной Москвы.
В 1707 году при Петре I, ожидавшем нападения шведов на Москву, Беклемишевская и остальные башни, были переоборудованы для обороны против возможных атак. У подножия башен насыпали земляные валы и построили бастионы. На Москворецкой были растёсаны бойницы для установки более мощных пушек. Однако возведённые укрепления не понадобились из-за перевода в 1713 году столицы в Петербург и победы Петра I над шведами. Тем не менее, земляные насыпи были оставлены. Постепенно осыпаясь, они просуществовали более ста лет.

### XIX—XX век

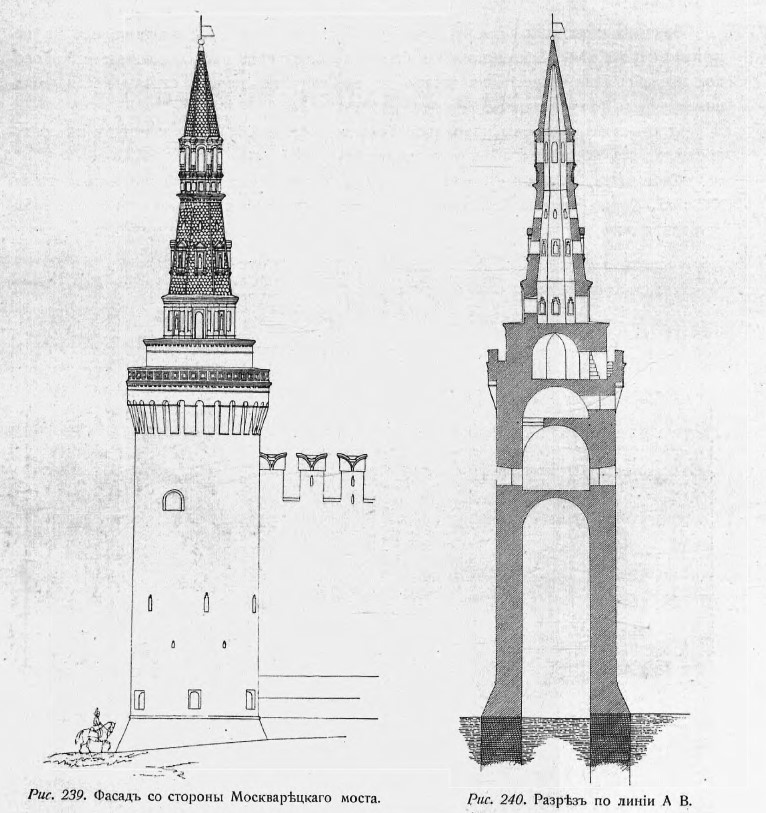
Беклемишевская башня. Схема 1860-х гг.

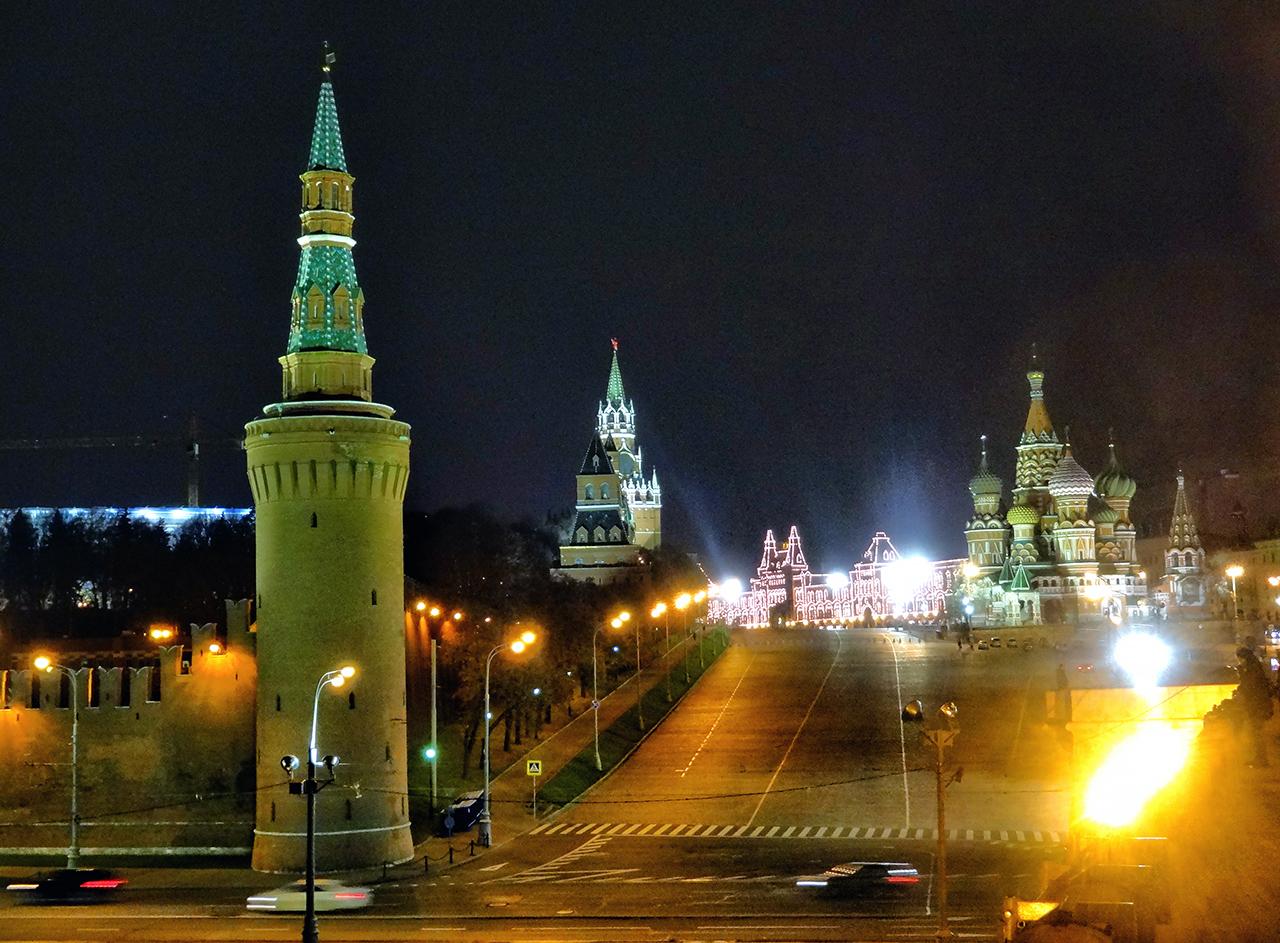
Беклемишевская башня ночью, 2013 год

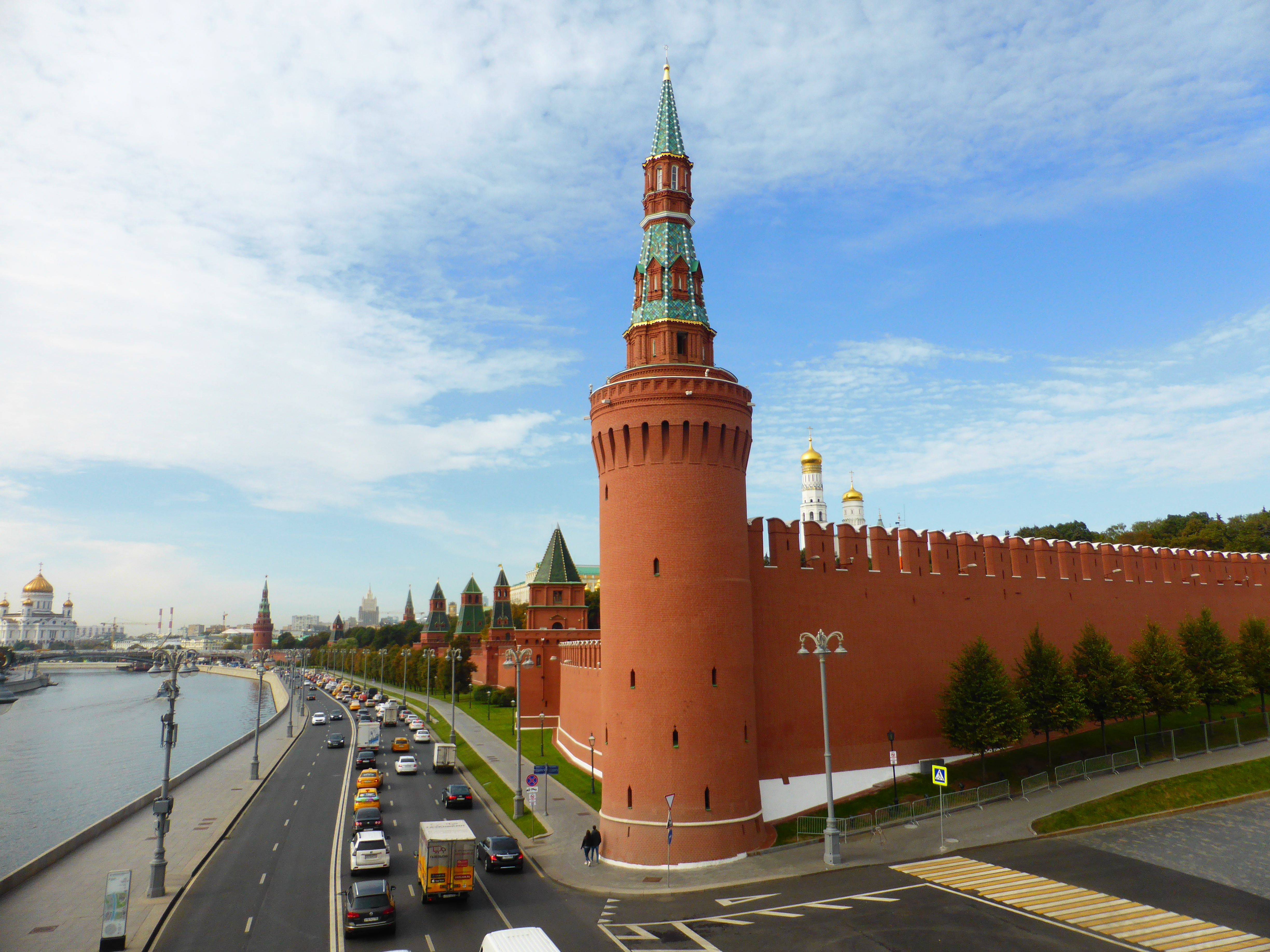
Беклемишевская башня, 2020 год

По словам историка Алексея Малиновского, при нашествии войск Наполеона в 1812 году башня была подорвана и разрушена до основания, после возврата Москвы на её месте была воздвигнута новая башня. Однако большинство исследователей, в том числе Бартенев С.П., считают, что изначальную башню не удалось французам разрушить при отступлении. После окончания Отечественной войны началось восстановление стен и башен Кремля. Планировали демонтировать все стены Китай-города, но ограничились только разборкой части стены, примыкающей к Беклемишевской башне. В 1849 году Москворецкой башне вернули её вид до переоборудования Петром I.
В 1858 году была проведена частичная реставрация башни.

Осенью 1917 года во время Октябрьской революции и обстрела Кремля из тяжёлой артиллерии пострадали многие кремлёвские памятники: соборы, храмы, некоторые башни, в том числе и Беклемишевская. Из воспоминаний участника обстрела Кремля:
Юнкера обстреливали позиции рабочих из пулемётов, установленных на Беклемишевской башне. Тогда я не знал названия башни. Она, как и весь Кремль, отлично просматривалась с нашей позиции. Я дал команду: «По угловой башне у Москворецкого моста — огонь!»
Вскоре по указанию Владимира Ленина приступили к восстановлению башен. К 1920 году был воссоздан сбитый шатёр под руководством архитекторов Ивана Рыльского, Ильи Бондаренко, Николая Марковникова. Черепицу для реставрации изготовили по древним образцам. 
В январе 1946 года Совнарком СССР утвердил постановление «О ремонте башен и стен Московского Кремля». В результате реставрации в 1949-м сделали косметический ремонт кирпичных элементов башни, очистили черепичную кровлю и железные покрытия шатров. Также восстановили щелевидные бойницы и починили обветшавшую кирпичную облицовку. В 1973 году на Беклекмишевской башне черепичное покрытие шатров заменили листовой медью, изготовленной в виде черепицы.

## Современность
В 2012 году рядом с Москворецкой башней установили велопарковку. В 2013 рядом с ней расположилась вертолётная площадка Московского Кремля. В 2016-м в рамках реконструкции Кремлёвской набережной у башни сделали дополнительный пешеходный переход со светофором.